# Ácido 3-oxopentanoico
Ácido 3-oxopentanoico, ou beta-cetopentanoato, é um corpo cetônico de 5 átomos de carbono. É produzido a partir de ácidos graxos de número de átomos de carbono ímpares no fígado e entra rapidamente no cérebro.

Em oposição a corpos cetônicos de 4 átomos de carbono, beta-cetopentanoato é anaplerótico, o que significa que pode prover a disponibilidade de intermediários do ciclo de TCA. O triglicerídeo trieptanoina é usado clinicamente para produzir beta-cetopentanoato.